# 片腕 (小説)
『片腕』（かたうで）は、川端康成の短編小説。ある男が、ひとりの若い娘からその片腕を一晩借りうけて、自分のアパートに持ち帰り一夜を過ごす物語。官能的願望世界を、シュール・レアリズムの夢想で美しく抒情的に描いた作品で、後期の川端の珠玉の短編として知られている。

## 発表経過
1963年（昭和38年）、雑誌『新潮』8月号から（12月号は欠載）、翌年1964年（昭和39年）1月号にかけて5回にわたり連載された。単行本は1965年（昭和40年）10月に新潮社より刊行された。なお、単行本刊行に際して、初出に書かれてあった〈三十三歳の私〉という文言が削除された。
翻訳版はエドワード・サイデンステッカー訳の英語（英題：One Arm）をはじめ、オランダ語（蘭題：De arm）、韓国語（韓題：한쪽팔）、イタリア語（伊題：Il braccio）、ドイツ語（独題：Ein Arm）、スペイン語（西題：Une brazo）など世界各国で出版されている。

## あらすじ
「片腕を一晩お貸ししてもいいわ」と娘は、右腕を肩からはずし、「私」の膝に置いた。その若い娘の袖なしの服の肩や腕を「私」がきれいだと思っているのに気づき、娘は片腕を貸してくれたのだった。雨もようの靄の夜、「私」は大事に外套の中に娘の腕を抱きアパートに帰った。
「私」は、娘の片腕をベッドの上に置いてくつろぎ、娘の腕と会話し戯れながら、以前関係した女たちのことを思い出したりした。ベッドに入り、「私」はゆかたをひらいた胸に娘の腕を添寝させた。娘の手首の脈と「私」の心臓の鼓動が一致してきて、片腕は安らかに眠った。
「私」は枕元の明りをつけ、娘の腕をしみじみ眺め、「これはもうもらっておこう」と無意識につぶやき、うっとりしたまま自分の右腕を肩からはずして、娘の腕とつけかえた。だが娘の腕が自分の感覚として感じられず、「遮断と拒絶」があった。「私」が娘の腕に、「血が通うの？」と訊くと、「“女よ、誰をさがしているのか”というの、ごぞんじ？」と娘は聖書の言葉を言った。娘は夜中に目が醒めるとこの言葉をよくささやくのだという。
娘の直角に曲げた小指と薬指の一辺でできた四角の窓から、「私」は「たまゆらの幻」を見た。娘は、「私」の過ぎた日のあこがれやかなしみの幻を消しにきたと言った。やがて娘の腕の感覚が自分の知覚になってきて「遮断と拒絶」がなくなった。自分のような汚濁の男の血が娘の腕に入っては、元の娘の肩にもどる時に支障がないか「私」は心配になったが、いつのまにか、そのままうっとりと深い眠りに堕ちた。
突然、横腹に触る「不気味なもの」に驚いた「私」は、「ああっ」と叫んで飛び起き、ベッドに落ちている「私」の右腕を見て戦慄する。次の瞬間、「私」は「魔の発作の殺人」のように、娘の腕を自分の肩からもぎ取り、「私」の右腕とつけかえていた。
動悸がしずまるにつれ、「私」は「自分のなかよりも深いところ」から悲しみが噴き上がるのを感じた。投げ捨てられた娘の片腕は、手のひらを上向けて指先も動いていなかった。動転した「私」は娘の片腕を拾い、「生命の冷えてゆくいたいけな愛児」のように抱きしめ、娘の指を唇にくわえた。その爪と指先のあいだから、「女の露が出るなら……」と思いながら。

## 登場人物
私
中年あるいは初老らしき孤独な男。エレベーターのあるアパートメントの3階の部屋に1人住まい。テーブルの花瓶に泰山木の花を飾っている。今まで、年上の男馴れした女や、自分に身をまかせる前に唐突に聖書の言葉（ラザロの死を悲しむイエスの場面）を言う異常な娘などと付き合ったことがある。
娘
若い娘。まだ純潔さを失ってない清純で優雅な円みのある肩から腕の流れをもつ娘。乳房にかかるほどの長い黒髪。自分の右腕を「私」に一晩貸す。右腕と別れるとき少し涙ぐむ。母親の形見の指輪をしている。
車の女
朱色の服の若い女。「私」が娘の片腕を懐に入れ、アパートへ帰る途中の道路で見かけた車の中の女。車のライトは薄紫。「私」の方を向いて会釈する。

## 作品背景
※川端康成の作品や随筆内からの文章の引用は〈　〉にしています（論者や評者の論文からの引用部との区別のため）。
川端は常用していた睡眠薬の服用が高じ、それを一旦やめた1962年（昭和37年）2月には、禁断症状で入院していた。こういった薬の影響により「前衛的ともみられる筆法」が導入され、『眠れる美女』（1961年）に引き続き、『片腕』にも魔界がより具現化していることが看取されている。
『片腕』が発表されていた時期には、掌編小説の『不死』（1963年）、『地』（1963年）、『白馬』（1963年）、『雪』（1964年）など、やはり幻想的な作品が多い。
この作品で描かれる片腕は〈右腕〉であるが、川端は持病として幼時の眼底結核により右目が悪く、右半身がしびれる不調をかかえていた。そのこととの関連で、なぜ〈右腕〉だったのかが指摘されることもある。
また、〈手〉は『合掌』（1926年）、『しぐれ』（1954年）にも表れ、それを川端が浄化・救済への祈りのイメージと見ていることが看取される。『しぐれ』では、デューラーの『祈る手』だとされ、川端は執筆する机上に常にロダンの『女の手』の彫刻を置く習慣があったという。

## 作品評価・研究
※川端康成の作品や随筆内からの文章の引用は〈　〉にしています（論者や評者の論文からの引用部との区別のため）。
川端の名作として知られる『片腕』だが、発表された当初は珍奇な作品として文壇的にはあまり評価は高くなかった。しかしその後、進藤純孝や三島由紀夫などが本格的な論を展開し始め、評論が活発化するようになり、処女との性交描写のメタファー、聖書との関連など象徴解明以外にも、『眠れる美女』との比較の側面から、作家論の視野での論究もなされるようになった。
武田勝彦は、中村光夫や三好行雄が『片腕』を「老人文学」としたことに対して、異議を唱える形で初出の〈三十三歳の私〉という部分に触れつつ、聖書との関連で論じている。森本穫はこれに対して、『片腕』と『眠れる美女』との関連性を重視しながら、同時期の掌の小説『不死』（1963年）にも見られる老人と若い娘の主題に触れている。
三島由紀夫は、当初、連載第1回分で完結作品と勘違いし「珠玉の短編」だと感嘆したことに触れ、その1回分の「すばらしい終結部」では、「女の片腕を借りて帰るといふ寓意」が、寓意のみで終わる代りに「明確な感覚的リアリティー」があったが、『片腕』全編では、「その基本的アイディアの執拗な展開に、却つて悪夢にやうな感覚的粘着力」を感じ、「これが単なる美しい寓喩などではなく、作者の精神ののつぴきならない軌跡」で、ただの「アイディア」でなく、川端の「オブセッション」（妄念）だと判ったとしている。そしてどんな場合でも「色情」が「部分」だけに関わり「全体を要求しない」本質を説明しながら、片腕という部分によって「色情自身の夢をいよいよ的確に描くこと」ができるとしている。
また三島は、『片腕』で描かれる会話や交流は、「相手が片腕なればこそ」可能であり、そこに川端作品の「逆説的構造」があるとしている。
筒井康隆は、「シュール・レアリズムを日本の感性で書いていること」に感心したとし、特に驚いた箇所は、主人公が娘の腕を雨外套の懐に入れ、夜の靄の町を歩く中、近所の薬屋から聞こえてくるラジオに耳を傾ける描写だとしている。
河村政敏は、佐々木基一が『片腕』をシャガールの絵に喩えたことや、『古都』（1962年）の中でクレー、マチス、シャガールの画集を見て帯の下絵を書く場面が挿入されていたことと、新感覚派の川端が『文藝時代』創刊の頃から前衛画家的な手法と馴染みがあったことなどを考慮しつつ、特に幻想性の見られるラジオの描写について、「どうでもいいことをさも重大事のように告げるラジオの声は、現実的な価値観を忽ちに転倒し、社会的な風聞を裏にした皮肉な重層的イメージの連鎖によって、それ自体が意識下の感覚世界を形象している」とし、こういった前衛絵画的なモチーフにより、「情感が生理感のままに流れている」と評している。
そして河村は、三島由紀夫が川端について、「氏のエロティシズムは、氏自身の官能の発露といふよりは、官能の本体つまり生命に対する、永遠に論理的帰結を辿らぬ、不断の接触、あるひは接触の試みと云つたはうが近い」と論じて、川端の描く処女の永遠の不可触性を指摘したことに瞠目し、孤児の悲哀から培われてきた川端の純粋な美・官能への希求などに触れながら、その「純粋感覚」の究極の形が、死と生の世界が一つになった『眠れる美女』の部屋のような「虚構の抽象世界」であり、『山の音』の慈童の能面のように、「命のない〈物〉であるからこそ、最も純粋な生の象徴となる」と考察し、『片腕』の娘の片腕は、「人間臭を払拭された童女の面にほかならない」として、最後の場面を以下のように解説している。
原善は、谷崎潤一郎の足フェチのような特定部位への趣味的嗜好とは性質を異にする川端のフェティシズムにおける〈私〉の〈孤独〉の視点を捉え、川端のフェティシズムの「幻視」の特質性が、〈私〉が「あたかも小窓から外を覗き見るように、〈片腕〉を変光器として彼自身の理想的な《女》の在りよう」を視て、その姿を「観念的に紡ぎだしている」とし、『片腕』は「フェティシズムそのものの持つ構造性を作品化」していると考察している。
そして原は、〈私〉が自身を〈心のびつこ〉と「全体性の欠損した存在」として認識している点などに注目し、これが『禽獣』の主人公のような非情の眼（人間の女を人格・精神を排したところで見ようとする目）と通底する〈孤独〉な「一種のニヒリズム」「非情な人間認識」だとし、そのような〈私〉が〈遠くの自分〉の声に従うかのように無意識に「全体志向」として行うのが「片腕交換」であり、娘の右腕が、〈私〉と結合した後〈あたし〉という一人称を使い「人格」を持つ場面には、「そもそも他者との一体化は不可能」だという認識が如実に語られていると考察している。
大久保喬樹は、『片腕』を、根本的な小説位相において『眠れる美女』と「極めて相似的、血縁的関係」にあるに作品だとし。『片腕』のメルヘンのような幻想的世界は非現実的な設定要素で構成されているが、その種の小説に従来見られた寓意性やパロディ、諷刺をまったく持たず（少なくとも決して表面化しておらず）、「寓意的作品におけるような現実との喩的、関数的対応を離れた、現実から独立した、現実に還元しえないものとなる」として、「『眠れる美女』にも共通する男性フェティシズム的性愛意識を扱って、それを、生きた片腕という異性の現実に具体化して展開することにより、実在の現実世界にはないフェティシズムの様態を示している」と考察している。
また大久保は、『眠れる美女』と『片腕』の小説特質は、それぞれに「二十世紀西欧前衛文学における諸表現パターンに対応する普遍的側面をもつもの」とし、川端の特殊な「現実意識」は、ジョイス、エリオット、カフカ等の「現実意識」とは本来的には起源を異にするものではあるが、「十九世紀的現実模写リアリズムとは別の位相に立つ現実表現――意識との関係を基軸とする現実表現において対応する」ものだと論考している。
東雅夫は、羽鳥徹哉や中河与一が川端と心霊との深い関わりを指摘していることから、カミーユ・フラマリオンの心霊学書を愛読していた川端が怪奇的なものへ興味を持ち、その怪談嗜好が晩年にいたるまで衰えていなかったことを挙げながら、「そもそも、女の片腕を借りて持ち帰り愛撫するという『片腕』の幻想にしてからが、エクトプラズムの実体化（霊体の片腕を石膏取りしたと称する有名な写真がある）や、霊媒との遠隔交感といった降霊術に特有なモチーフの遥かな投影であるとも考えられる」と考察している。

## おもな収録刊行本

### 単行本
- 『片腕』（新潮社、1965年10月5日） NCID BN14285549
  - 装幀：東山魁夷。四六判。函入。294頁
  - 収録作品：「片腕」「女の手」「生命の樹」「生きている方に」「さとがえり」「三人目」「見ない人」「多年生」「二人」「匂う娘」「人間の中」「秋の雨」「手紙」「隣人」「木の上」「乗馬服」「かささぎ」「不死」「月下美人」「地」「白馬」「雪」
- 文庫版『眠れる美女』（新潮文庫、1967年11月25日。改版1991年8月30日）
  - カバー装幀：平山郁夫。解説：三島由紀夫
  - 収録作品：「眠れる美女」「片腕」「散りぬるを」
- 『川端康成集 片腕〈文豪怪談傑作選〉』（ちくま文庫、2006年7月10日）
  - カバー装幀：山田英春、金井田英津子。編集・解説：東雅夫「心霊と性愛と」
  - 収録作品：
    - 「片腕」「ちよ」「処女作の祟り」
    - 怪談集1―「女」
    - 怪談集2―「恐しい愛」
    - 怪談集3―「歴史」「心中」「龍宮の乙姫」「霊柩車」「屋上の金魚」「顕微鏡怪談」「卵」「不死」「白馬」
    - 「白い満月」「花ある写真」「抒情歌」「慰霊歌」「無言」「弓浦市」「地獄」「故郷」「岩に菊」「離合」「薔薇の幽霊」「蚤女」「Oasis of Death ロオド・ダンセニイ」「古賀春江」「時代の祝福」
- 英文版『House of the Sleeping Beauties, and Other Stories』（訳：エドワード・サイデンステッカー）（Kodansha International Ltd.、1969年。改版1980年、新装版2004年）
  - 前文解説（Introduction）：三島由紀夫
  - 収録作品：眠れる美女（House of the Sleeping Beauties）、片腕（One Arm）、禽獣（Of Birds and Beasts）

### 全集
- 『川端康成全集第12巻 古都・片腕・落花流水』（新潮社、1970年5月10日）
  - カバー題字：松井如流。菊判変形。函入。口絵写真2葉：著者小影、木米急須
  - 月報（第13回）：河盛好蔵「フランス人の見た川端文学」。柏原兵三「『伊豆の踊子』のことなど」。〔川端文学への視点（13）〕長谷川泉「新潮社版全集の後記」
  - 収録作品：「古都」「片腕」「掌の小説（秋の雨、手紙、隣人、木の上、乗馬服、かささぎ、不死、月下美人、地、白馬、雪）」「落花流水（行燈、伊豆行、枕の草子、秋風高原）」「美智子妃殿下」「岸惠子さんの婚礼」「自慢十話」「『浅草紅団』について」「『雪国』の旅」「週刊日記」「宿駅」「パリ郷愁」「パリ安息」「ブラジルペン大会」「字のことなど」「美しい地図」
- 『川端康成全集第8巻 小説8』（新潮社、1981年3月20日）
  - カバー題字：東山魁夷。四六判。函入。
  - 収録作品：「再婚者」「岩に菊」「冬の半日」「白雪」「見ない人」「自然」「明月」「富士の初雪」「無言」「あちらこちらで」「水月」「小春日」「横町」「離合」「船遊女」「故郷」「多年生」「夢がつくつた小説」「雨だれ」「あの国この国」「弓浦市」「並木」「夫のしない」「古里の音」「二人」「匂ふ娘」「人間のなか」「片腕」「髪は長く」「竹の声桃の花」「隅田川」

## 派生作品・オマージュ作品
※出典は
- あなたを愛するユビ（中上健次、1968年7月）
  - 「愛のような」に改題し『十八歳・海へ』（1977年10月）に収録。
- バックストローク（小川洋子、1996年11月）
- 片脚（石田衣良、2003年8月 - 9月）
- 左手（石田衣良、2004年1月）
- 左腕（小池昌代、2005年8月）
- 片腕の恋人（花房観音、2014年3月）
- くちなし（彩瀬まる、2016年5月）
- 本物の読書家（乗代雄介、2016年9月）
- 眠れる美男（李昂 (小説家)（中国語版）、2017年10月）

## テレビドラマ化
- 妖しき文豪怪談（第1回）『片腕』（NHKBS-hi）
  - 2010年8月23日 月曜日 22時 - 23時14分
  - 脚本・演出・監督：落合正幸。制作：NHKエンタープライズ。制作統括：山崎秋一郎
  - ドラマ・パート
    - 撮影：木村祐一郎。CG制作：岡野正広、大石洋平。特殊造形：松井祐一。プロデューサー：神戸將光、中頭千廣
    - 出演：平田満、芦名星、山田麻衣子、安藤玉恵、内田みずき、三枝奈都紀、上口香寿美。声の出演：内藤啓史

  - ドキュメンタリーパート
    - ディレクター：宗像竜大。プロデューサー：田中政文、石原正礼。監修：東雅夫。制作協力：東京サウンドプロダクション
    - 出演：川端香男里、片山倫太郎、伊吹和子。語り：津嘉山正種

  - ※ 8月29日（日）に再放送。